# 舒达尔·奥蒂洛
舒达尔·奥蒂洛（匈牙利語：Sudár Attila，1954年4月11日—），匈牙利男子水球运动员。他曾代表匈牙利参加1976年和1980年夏季奥林匹克运动会水球比赛，共获得一枚金牌和一枚铜牌。